# Tyrifjord
Le Tyrifjord (en norvégien : Tyrifjorden) est, avec 138,56 km2, le cinquième plus grand lac de Norvège. Il longe (du nord au sud) les communes de Ringerike, Hole, Lier et Modum, toutes situées dans le comté de Buskerud.
Le lac est l'objet d'une contamination aux PFAS.

## Réserve naturelle
La zone de conservation des oiseaux de Tyrifjorden est une zone importante pour la conservation des oiseaux (IBA en anglais). Cette zone est très importante pour la nidification, l'alimentation, le repos lors des migrations et un refuge quand arrive l'hiver pour les oiseaux des zones humides. Créée en 2014, la zone inclut plusieurs réserves naturelles dans et autour du lac de Tyrifjord.